# Ystads Gjuteri & Mekaniska Verkstads AB

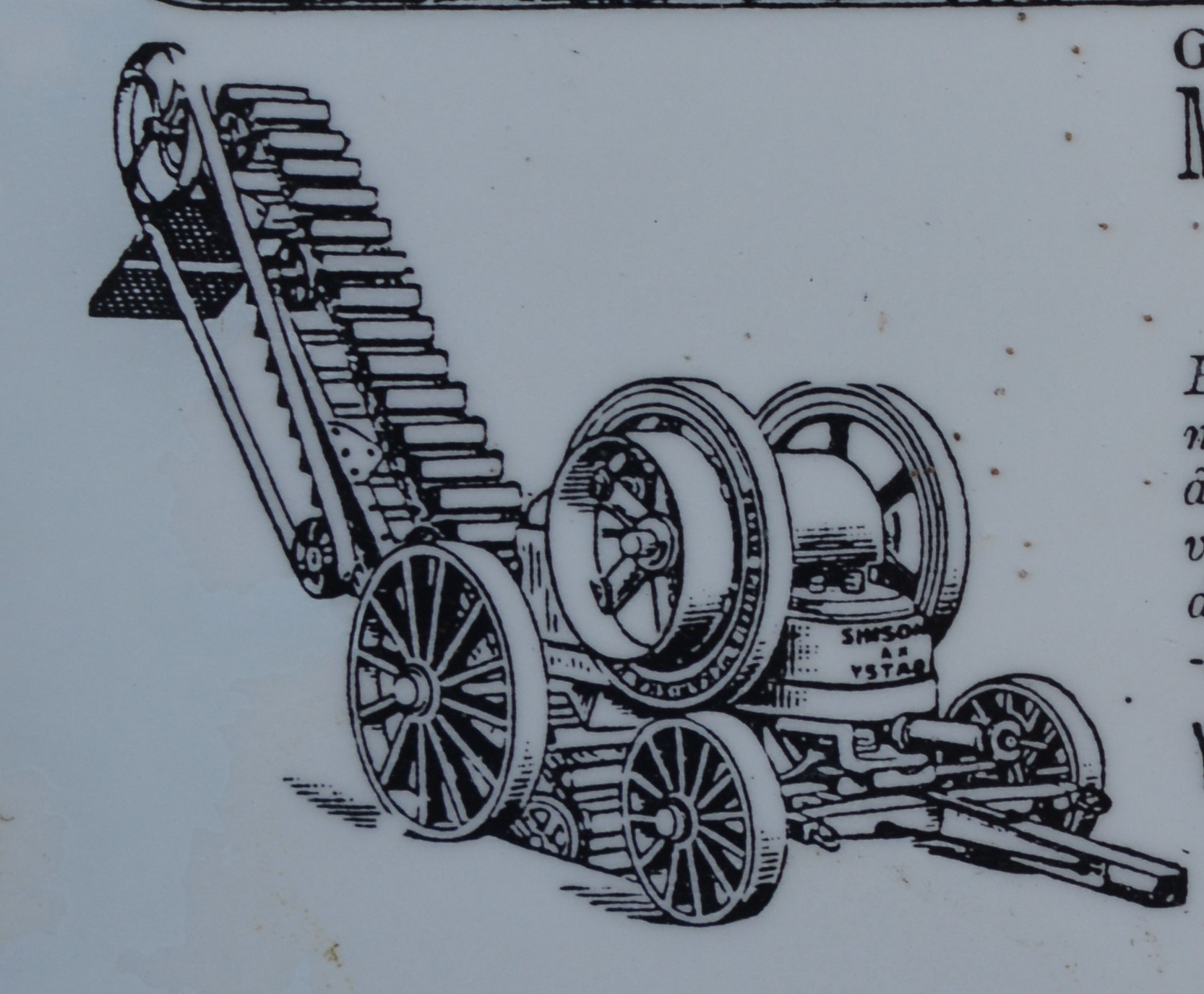
Sten- och malmkrossaren Simson

Ystads Gjuteri & Mekaniska Verkstads AB var ett svenskt verkstadsföretag, som grundades i Ystad 1853 eller 1857 av den från Tyskland invandrade ingenjören och smedsmästaren Heinrich Graf (1816–1874) År 1861 erbjöd han sin svåger i andra giftet, Lars Daniel Kemner (1819–1905), att bli delägare. Företaget tillverkade ångmaskiner, maskiner för mejeri och lantbruk samt spisar och handelsgjutgods. Efter Grafs död 1874 drev Lars Kemner och hans ättlingar företaget vidare i fyra generationer till 1987.
År 1887 ombildades företaget till ett aktiebolag med medlemmar av familjen Kemner som dominerande ägare.
Efter första världskriget skars det tidigare mycket omfattande sortimentet ned för att möjliggöra tillverkning i större serier. Radsågningsmaskiner och gödselspridare var viktiga produkter. På 1950-talet var den största produkten tallriksgödselspridaren Ysta-Yrsa.
Gjuteriet lades ned 1980 och fabrikstomten väster om Ystads hamn såldes för att bebyggas med bostäder. Företaget lever idag vidare som Ystadmaskiner AB i Ystad. Verksamheten omfattar import och försäljning av bland annat gödselspridare, häckklippare, släntklippare och sandspridare.